# Иванников, Афанасий Иванович
Афана́сий Ива́нович Ива́нников (24 января 1915, Ганчуков, Сальский округ, область Войска Донского, Российская империя — 29 марта 1996, Калининград, Россия) — участник Великой Отечественной войны, командир тральщика «Т-115» 6-го дивизиона тральщиков бригады траления охраны водного района Печенгской военно-морской базы Северного флота, Герой Советского Союза.

## Биография
Родился 24 января 1915 года на хуторе Ганчуков (ныне Пролетарского района Ростовской области) в крестьянской семье. Русский.
Окончил 3 курса Ростовского института инженеров-механизаторов сельского хозяйства в 1937 году.
В Военно-Морском Флоте с 1937 года. В 1939 году окончил Военно-морское училище имени М. В. Фрунзе. Служил на Тихоокеанском флоте. В 1942—1943 годах участвовал в приёме кораблей от США и проводке их в район дислокации Северного флота.
В боях Великой Отечественной войны с ноября 1943 года. Член ВКП(б)/КПСС с 1944 года.
Командуя тральщиком «Т-115», капитан-лейтенант Иванников А. И. к январю 1945 года участвовал в 104 боевых походах. Его тральщик вместе с другими кораблями отконвоировал 232 союзных и отечественных транспорта с военными грузами, отразил 8 атак вражеских подводных лодок. В ноябре-декабре 1944 года в условиях полярной ночи тральщик под командованием А. И. Иванникова произвёл 28 боевых выходов на траление фарватеров у населённых пунктов Петсамо (ныне Печенга Мурманской области) и Киркенес (Норвегия), уничтожив и обезвредив 110 вражеских мин.
После войны продолжал службу в ВМФ СССР. В 1953 году окончил курсы усовершенствования офицерского состава при Военно-морской академии. С 1960 года капитан 1-го ранга Иванников А. И. — в запасе, а затем в отставке.
Жил в городе Калининграде. Умер 29 марта 1996 года, похоронен в Калининграде.

## Награды
- Указом Президиума Верховного Совета СССР от 20 апреля 1945 года за мужество и героизм, проявленные в боях с немецко-фашистскими захватчиками, капитан-лейтенанту Иванникову Афанасию Ивановичу присвоено звание Героя Советского Союза с вручением ордена Ленина и медали «Золотая Звезда» (№ 5075).
- Награждён также 2 орденами Красного Знамени, орденами Нахимова 2-й степени, Отечественной войны 1-й степени, двумя орденами Красной Звезды, медалями.

## Память

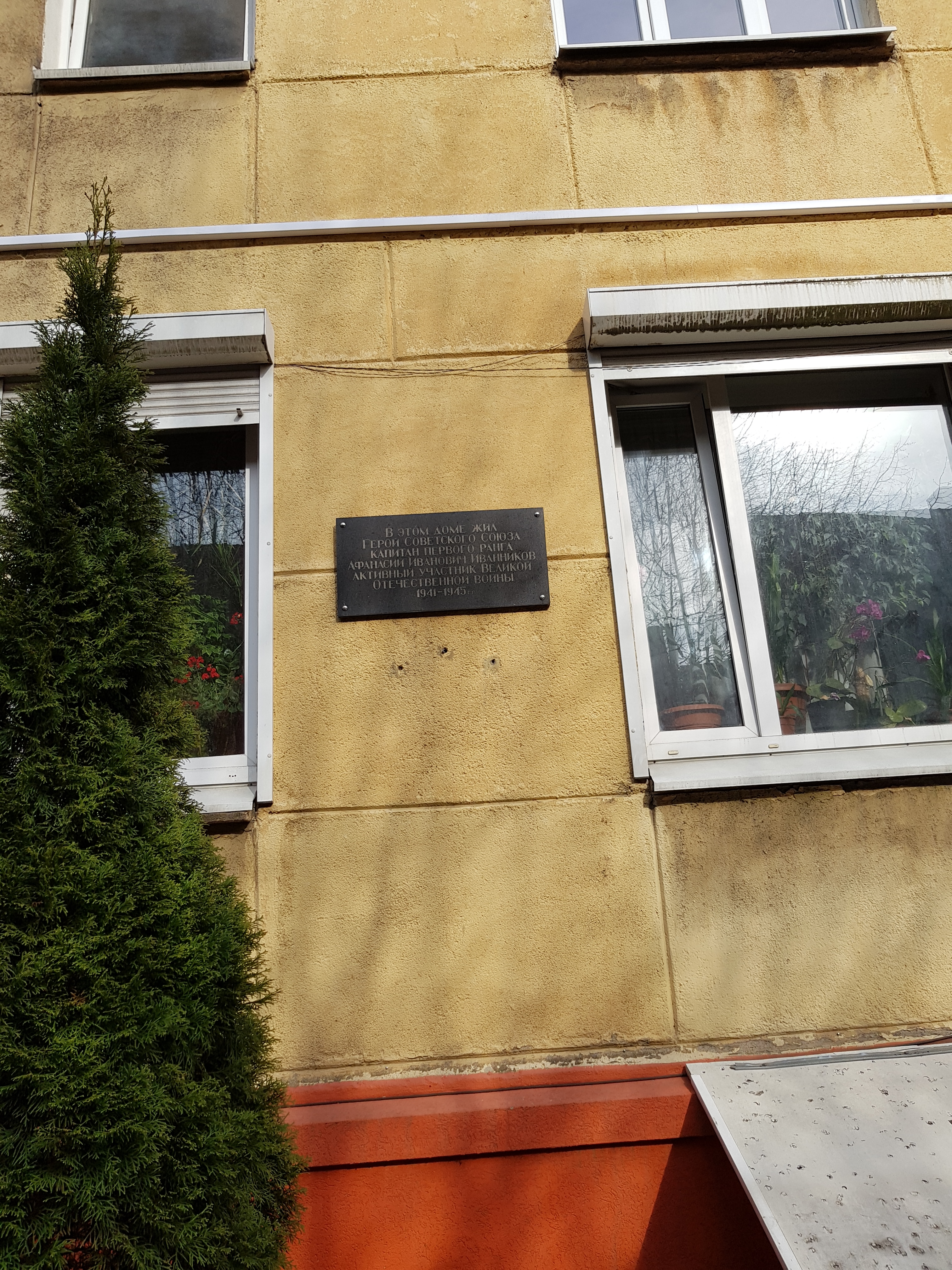
Мемориальная доска на доме, где проживал Герой Иванников Афанасий Иванович.

- В Калининграде на доме по адресу Красная 34а, где жил Герой, установлена мемориальная доска.
- Наименование «Афанасий Иванников» присвоено кораблю противоминной обороны проекта 12700, заложенному на Средне-Невском судостроительном заводе для ВМФ России в 2021 году[3].